# C4bal
Daniel Korn, mais conhecido como Cabal (estilizado como C4bal) (São Paulo, 4 de abril de 1980), é um rapper e compositor brasileiro. Ele fazia parte do grupo Motirô e ficou conhecido em 2005 pela canção "Senhorita". Recebeu disco de platina por mais de 100 mil downloads vendidos por este ringtone. No ano de 2006 participou da canção intitulada "Vida Marvada" sucesso em conjunto com a dupla sertaneja Chitãozinho e Xororó.

## História

### Primeiros anos
Daniel teve seu primeiro contato com o hip hop quando tinha apenas oito anos de idade, no bairro do Brooklyn, em Nova York, período em que foi morar com sua mãe.
 Mais tarde, aos 24 anos ele se restabeleceu em São Paulo e conheceu o trabalho de artistas como Racionais MC's, Thaíde & DJ Hum e SP Funk. Apesar de sua aproximação com a cultura do hip hop ter sido na infância, sua carreira como rapper iniciou apenas em 2003. C4bal inicialmente era integrante do grupo Motirô, formado por ele, DJ Hum e Lino Crizz. Eles lançaram varias canções, a mais conhecida foi "Senhorita", faixa da compilação Humbatuque Clube. O grupo foi indicado como artista revelação do Prêmio Multishow em 2005.

### 2006:PROva Cabal

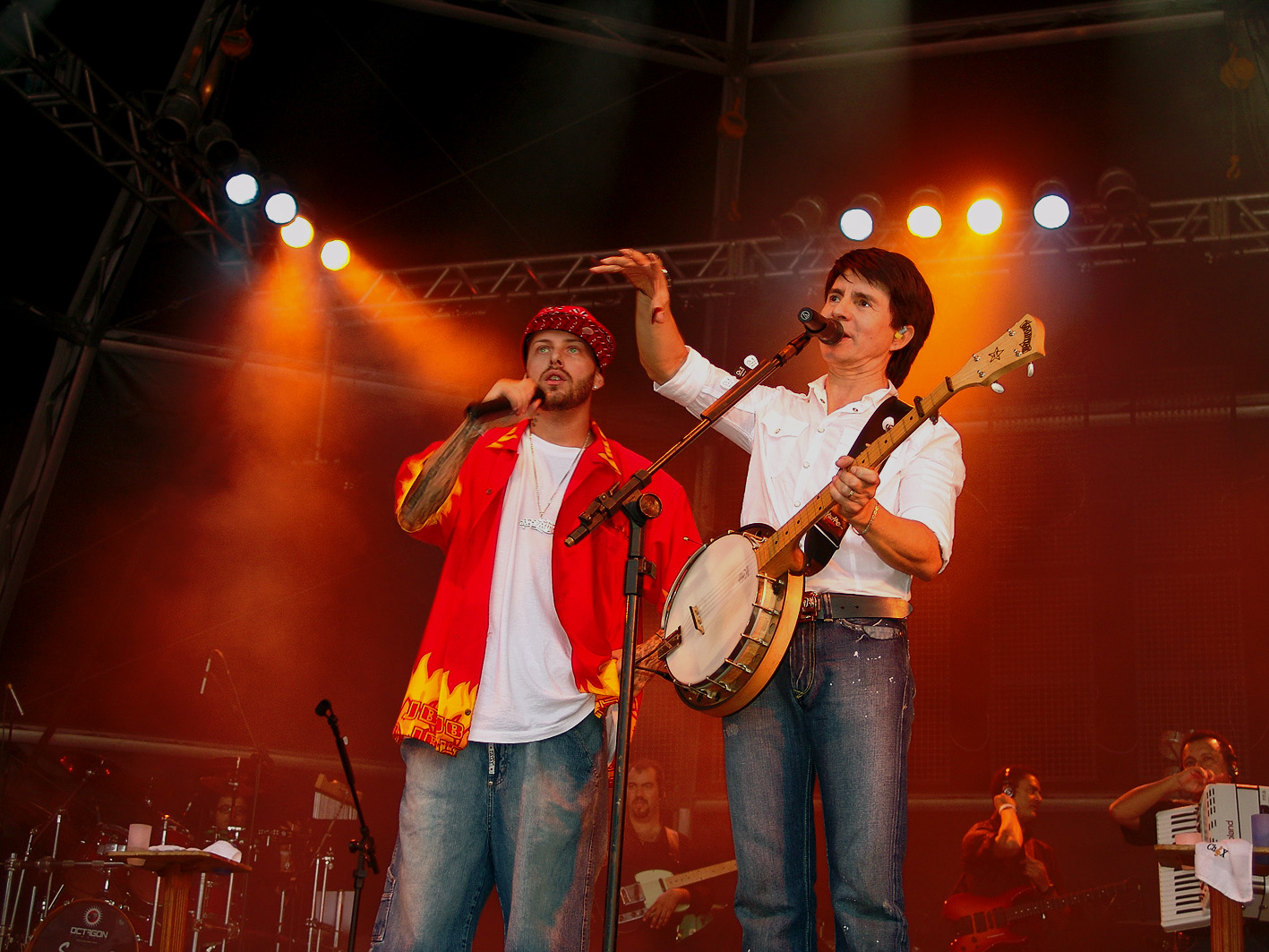
C4bal e Chitãozinho e Xororó cantando "Vida Marvada".

Em 2006, C4bal lança seu primeiro álbum comercial solo, intitulado PROva Cabal contendo 14 faixas. O grande público conhece o hip hop que fala da situação social, mas em seu álbum, ele aposta mais no lado dançante do gênero. Trechos de músicas brasileiras foram sampleados, copiados e repetidos, permitindo, pela primeira vez autorizado pelos autores, que Erasmo Carlos & Roberto Carlos colaboram com a faixa "Viver Bem", e que Gilliard canta um trecho de "Momentos (4 de Abril)". Obra dos produtores brasileiros do gênero, Zé Gonzales, DJ Nuts, Mr. Bomba e DJ Cia. Traz artistas convidados como Helião e Negra Li em "Representa", Rhossi em "Org & Progresso", Leilah Moreno, Rappin' Hood e Primo Preto colaboram em "Mexe seu Corpo".
Logo mais tarde, ainda em 2006 fez participação na canção "Vida Marvada" da dupla Chitãozinho e Xororó.

### 2007-2010:AC/DC

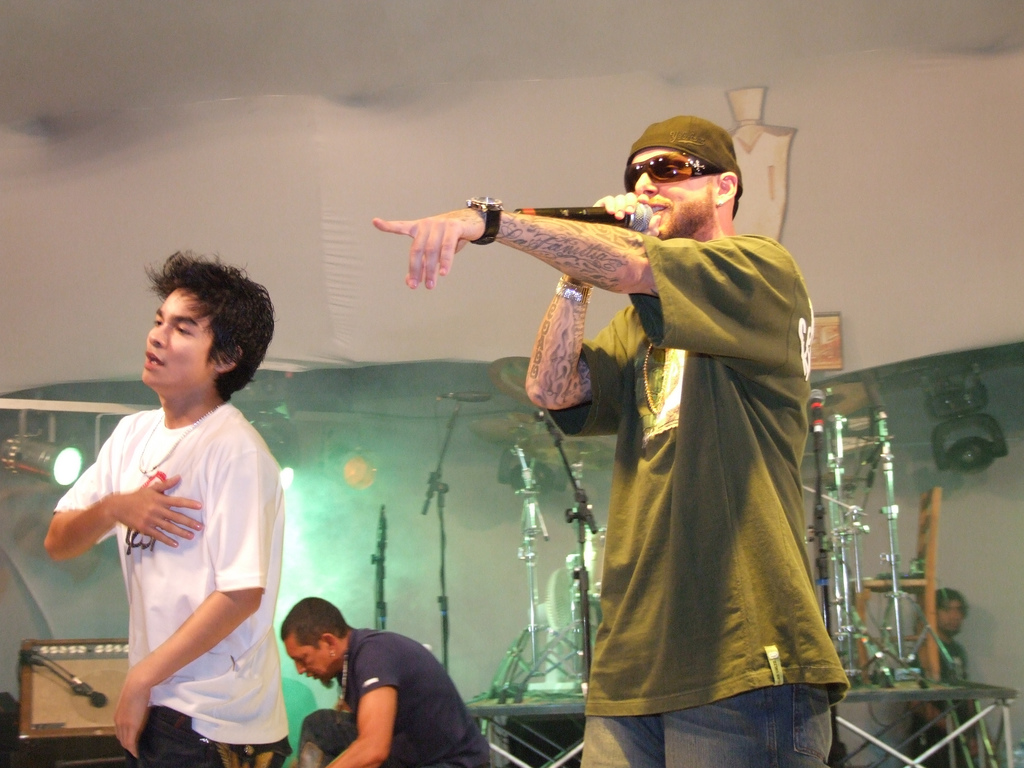
C4bal e Yudi Tamashiro durante um show em 2008.

Cabal começou a  trabalhar em um novo disco a partir de 2007 intitulado AC/DC - que, ao contrário do que muitos pensam, não faz referência a banda de rock, mas sim Antes de Cabal, e depois de Cabal. Ainda no ano de 2007, o rapper torna capa da edição especial de Natal da revista Pocket Magazine, dirigida ao público GLS. No mesmo ano, com a intenção de arrecadar fundos para a Casa Hope, que presta assistência a crianças e adolescentes com câncer, o cantor Cabal e mais outros 23 artistas posaram para fotos sensuais que viriam a integrar o calendário da instituição. Em 2009 ele recusou o convite de participar de A Fazenda 2, para poder assistir o nascimento de sua filha. Cabal foi apresentador da TV PapoLog, voltada para música brasileira e fazendo entrevistas. Em novembro de 2010, Cabal mudou seu nome para C4bal. Como parte da divulgação, postou algumas músicas do álbum em seu MySpace e no site de sua gravadora. Também realizou uma turnê pelos Estados Unidos, onde viveu sua infância. O álbum gerou vários singles, e foi lançado em 4 de agosto de 2010. AC/DC demonstra o tipo de rap, que não mostra a desigualdade social mas sim é feito para festas.

### 2011-presente:Disses, hiato e retorno
Em 2011, "C4bal expressa sua rixa em forma de músicas", para os rappers Emicida e MC Marechal, e também a dupla Bonde da Stronda, com canções publicados em seu canal do YouTube. MC Marechal responde a 'Diss de C4bal, com outra 'Diss, a canção "Vai Tomar No Cú, Cabal". Atritos entre eles vinham ocorrendo de longa data, mas se agravou em 2011, quando Cabal lança a 'Diss "Malleus Maleficarum" em resposta ao rapper Emicida, e com isso gerou discussão entre os fãs de ambos artistas. Ainda no mesmo ano C4bal lança outra 'Diss, a qual ele diz ser um esclarecimento público ao Bonde da Stronda, a canção intitulada "Bonde do Rap", nunca foi respondida pela dupla. Entre 2011 e 2012 surge o novo projeto do rapper C4bal em parceria com o produtor musical de Portugal, Madkutz, chegaram a lançar singles e álbuns desse projeto. As músicas possuem na maioria das vezes como tema a Nova Era.
Após um hiato por vários anos, retornou em 2020 com a canção "Deixa Minha Vibe".

## Discografia

### Álbuns
- 2004 - PROfissional
- 2006 - PROva Cabal
- 2009 - Operação Hércules
- 2010 - AC/DC

### EPs
- 2007 - Cabal

### Singles
- 2005 - "Senhorita" (Part. Lino Krizz e DJ Hum)
- 2006 - "Prova pro Povo"
- 2006 - "Mexa Seu Corpo" (part. Leilah Moreno)
- 2007 - "Quem Vai?"[30]
- 2007 - "Vô, Num Vô" (Part. Mendigo & Mano Quietinho)[2]
- 2008 - "Cinderela" (Part. Oscar Tintel)
- 2009 - "Não Pare"[31]
- 2010 - "Até o Chão"
- 2010 - "Linda Garota"
- 2012 - "Seu Monstro" (Part. ORIgame, Prodigio, Guzzy & Wzy)[32][33]

### Colaborações
- 2009 - "Drop Something"  de Coolio & Brasa[12][34]
- 2010 - "Toda Patricinha" de Daddy Kall[35]
- 2010 - "Não Pega Nada" de DJ Alpiste[36][37]
- 2009 - "Esquecimento Total" de Yudi Tamashiro & Oscar Tintel
- 2006 - "Vida Marvada" de Chitãozinho & Xororó

## Prêmios
| Ano  | Prêmio                  | Categoria       | Indicação    | Ref    |
| ---- | ----------------------- | --------------- | ------------ | ------ |
| 2005 | Prêmio Multishow        | Revelação       | Grupo Motirô | [ 38 ] |
| 2005 | Prêmio Jovem Brasileiro | Melhor Cantor   | Ele mesmo    | [ 39 ] |
| 2005 | DJ Sound Awards         | Destaque do Rap | Ele mesmo    | [ 39 ] |
| 2004 | Prêmio Hutúz            | Revelação       | Ele mesmo    | [ 40 ] |

### Classificação de Vendas de Ringtones
| 2005 | Senhorita | (EMI) | 100 mil cópias | Platina |